# Osini
Osini (sardisk: Osìni) er en by og en kommune (comune) i provinsen Nuoro i regionen Sardinien i Italien. Byen ligger i 645 meters højde og har 789 indbyggere (2016). Kommunen har et areal på 39,81 km² og grænser til kommunerne Cardedu, Gairo, Jerzu, Lanusei, Loceri, Tertenia, Ulassai og Ussassai.